# Jo An
Jo Kyung-jin  conocida artísticamente como Jo An, es una actriz surcoreana.

## Vida personal
Salió por dos años con el actor surcoreano Oh Man-seok, sin embargo la relación terminó en 2011.

## Carrera
Participó en las películas Lifting King Kong (2009) y Mi Pequeño Héroe (2013), así como por el drama Everybody Cha-cha-cha (2009) y Special Affairs Team (2011, 2013).

## Filmografía

### Cine
| Año  | Título                                  | Rol                                 |
| ---- | --------------------------------------- | ----------------------------------- |
| 2001 | Sorum                                   | Eun-soo                             |
| 2003 | Wishing Stairs                          | Eom Hye-ju                          |
| 2004 | Spin Kick                               | Soo-bin                             |
| 2006 | Holiday                                 | Go Hyo-joo                          |
| 2007 | Project Makeover                        | Na Jung-joo                         |
| 2007 | Muoi: The Legend of a Portrait          | Yoon-hee                            |
| 2008 | Little Prince                           | Kim Sun-ok                          |
| 2008 | Out of My Intention (short film)        | Ok-gyeong                           |
| 2008 | Antique                                 | primera exnovia de Jin-hyeok(cameo) |
| 2009 | Lifting King Kong                       | Park Young-ja                       |
| 2009 | Hello My Love                           | Kim Ho-jung                         |
| 2010 | A Good Night's Sleep for the Bad        | Lee Hye-kyung                       |
| 2011 | A Piano on the Sea                      | Eun-ji                              |
| 2013 | My Little Hero (aka A Wonderful Moment) | Sung-hee                            |
| 2013 | Blood and Ties                          | Yeon Bo-ra                          |
| 2014 | Tuning Fork                             | Hyang-ok                            |
| 2014 | Old Bicycle                             | Mi-Ja                               |

### Serie de televisión
| Año  | Título                                  | Red          |
| ---- | --------------------------------------- | ------------ |
| 1999 | Goodbye My Love                         |              |
| 2000 | Drama City "First Love"                 |              |
| 2000 | New Nonstop                             |              |
| 2001 | Drama City "Women's Prison Stories"     |              |
| 2001 | Drama City "Run"                        |              |
| 2002 | Drama City "Jeon Sang-seo's Father"     |              |
| 2002 | Hwatu                                   |              |
| 2002 | Golden Wagon                            |              |
| 2002 | Hi! Don't                               |              |
| 2003 | Bodyguard                               |              |
| 2003 | First Love                              | SBS          |
| 2004 | MBC Best Theater "Happy Ending for All" | MBC          |
| 2004 | The Land                                | SBS          |
| 2005 | Take My Hand                            | KBS2         |
| 2005 | Drama City "Summer, A Tale of Goodbye"  | KBS2         |
| 2005 | MBC Best Theater "She's Looking"        | MBC          |
| 2005 | Chosun Police                           | MBC Dramanet |
| 2006 | Seoul 1945                              | KBS1         |
| 2009 | Everybody Cha-cha-cha                   | KBS1         |
| 2010 | Three Sisters                           | SBS          |
| 2010 | Joseon X-Files                          | tvN          |
| 2011 | Gwanggaeto, The Great Conqueror         | KBS1         |
| 2011 | Special Affairs Team TEN                | OCN          |
| 2012 | Drama Special "Mellow in May"           | KBS2         |
| 2013 | Special Affairs Team TEN Season 2       | OCN          |
| 2013 | Shining Romance                         | MBC          |